# 투폴레프 Tu-134
투폴레프 Tu-134는 소련 항공 설계국 투폴레프에서 만든 쌍발 제트 여객기로 NATO에서는 크러스티(Crusty)로 불린다. 원래는 투폴레프 Tu-124 항공기의 개량종으로 설계하려고 계획하였지만 지금의 모습으로 변경된 뒤 1966년부터 1989년까지 생산되었으며 아에로플로트에 처음으로 인도되어 운항을 시작하였다. 과거 생산된 Tu-104와 Tu-114 그리고 Tu-124와 마찬가지로 생산 초기에는 항법사용 좌석이 기체 전방에 있었으나 개량을 거치며 현재는 설치되어 있지않다. 또한 대부분의 구소련 항공기들과 마찬가지로 비포장 활주로에서도 이/착륙이 가능하도록 설계되었다.
1984년에 생산이 일시 중단되었으나 과거 냉전시대 당시에는 다수의 코메콘 국가들이 이 기종을 대거 사용하였으나 냉전종식으로 인한 소련붕괴와 소음문제로 인하여 현재는 고려항공만 이 기종을 운항하고 있다. 이 항공기는 보잉 737기와 마찬가지로 민간용과 더불어 군용에서도 대거 사용되었으며 일부 국가는 전용기로도 사용하였다. 대표적인 사고는 베트남 항공 815편 추락 사고가 있다.

## 모델

### 민간용
Tu-134본래 Tu-124A로 명명되었으나 지속적인 개량을 통해 64명서 72명으로 탑승인원을 늘린 모델이다.
Tu-134A두번째 변이형으로서 항법장치와 엔진을 향상시켰으며 동체를 늘려 84명까지 수용할 수 있도록 설계하였다.
Tu-134A-2항법사용 좌석을 개량한 모델이다.
Tu-134A-3솔로비예프 D-30 엔진을 장착한 모델이다.
Tu-134A-5항법사용 좌석이 장착된 Tu-134 모델의 최신 버전이다.
Tu-134B기존 A형에 존재한 항법사용 좌석을 제거하고 최신 레이다를 장착한 모델로서 동체에 연료탱크를 추가장착, 중거리 노선에 사용가능하도록 설계하였다.

### 군사용
Tu-134BV부란 우주왕복선의 조종석을 설계하기 위하여 사용한 모델이다.
Tu-134LK우주비행사 훈련용으로 제작된 모델이다.
Tu-134UBL투폴레프 Tu-160 전략폭격기 조종사 훈련을 위해 제작된 모델로 전방이 Tu-160과 같게 제작되었다.
Tu-134UBK해군용 모델로서 단 1대만 제작되었다.
Tu-134Bsh투폴레프 Tu-22 전술폭격기 조종사 훈련을 위해 제작된 모델로 전방이 Tu-22과 같게 제작되었다.
Tu-134Sh-1폭격용 폭탄 거치훈련을 위해 제작된 모델이다.
Tu-134Sh-2전략폭격기 승무원들의 항법훈련을 위해 제작된 모델이다.
Tu-134SKH농작물 파악을 위해 제작된 모델이다.

## 보유 항공사
| \| - 러시아 - 시리아 - 우크라이나 - 카자흐스탄 \| |
| - 러시아 - 시리아 - 우크라이나 - 카자흐스탄       |

## 이전 보유 항공사
| - JAT 에어웨이즈 - LOT 폴란드 항공 - TAROM - 그루지아 국제항공 - 로시야 항공 - 리투아니아 항공 - 말레브 헝가리 항공 - 발칸 불가리아 항공 - 사마라 항공 - 아리아나 아프간 항공 | - 아에로렌트 - 아에로플로트 - 아에로플로트 플러스 - 아티라우 항공 - 에스토니아 항공 - 에어 리투아니아 - 에어 키르키즈스탄 - 유로 아시아 에어 - 유테이르 익스프레스 - 인터플러그 | - 임페리얼 에어 - 체코 항공 - 키르키즈스탄 항공 - 트랜스에어 그루지아 - 폴레트 항공 - 베트남 항공 - 고려 항공 |  |

| - 독일 - 동독 - 몰디브 - 벨라루스 - 불가리아 - 소련 - 아르메니아 - 아제르바이잔 - 앙골라 - 조선민주주의인민공화국 - 조지아 - 체코 - 체코슬로바키아 - 폴란드 |

## 제원
- 엔진: 솔로비예프 D-30-II 2기
- 날개 길이: 29m (95 ft 1 in)
- 날개 면적: 127.3m² (1,370.24 sq ft)
- 동체 길이: 37.10m (121 ft 8 in)
- 동체 지름: 2.9 m (9 ft 6 in)
- 순항 속도: 850–900 km (405 kn)
- 연료 탑재량: 13,200 l (2,900 imp gal; 3,500 US gal)
- 전체 높이: 9.02m (29 ft 6 in)
- 중량: 27,960kg (61,640 lb)
- 최대 상승고도: 39,040ft (12,100m)
- 최대 이륙중량: 47,600kg (104,940 lb)
- 최대 속도: 950km (485 kn)
- 최대 좌석수: 72-84석
- 최대 항속거리: 3,200 km (1,890 nmi, 2,175 mi)
- 탑승 승무원: 5명
- 탑재중량: 8,200kg (18,075 lb)
- 평균 항속거리: 1,900–3,000 km (1,025 nmi, 1,180 mi)

## 같이 보기
- 보잉 717
- 투폴레프 Tu-154
- 일류신 Il-62
- 더글러스 DC-9
- 투폴레프 Tu-204